# Danton (film, 1983)
Pour les articles homonymes, voir Danton (homonymie).
Pour plus de détails, voir Fiche technique et Distribution.
Danton est un film franco-polonais réalisé par Andrzej Wajda, sorti en 1983 et adapté de la pièce de théâtre de Stanisława Przybyszewska.
Le film narre le destin de Georges Jacques Danton durant la Terreur de la révolution française, surtout son conflit idéologique avec Robespierre.  Danton est surtout une allégorie dénonçant les démocraties populaires dans les pays de l'est, contemporaines de la production du film.

## Synopsis
Paris, dans un printemps 1794 qui semble glacé : les premiers plans montrent des sans-culottes se réchauffant près d'un brasero. Depuis septembre 1793 c'est la première partie de la Terreur, où la faction perdante, ici les moins extrémistes, sont menés à la guillotine.
Le député montagnard Danton a quitté sa retraite d'Arcis-sur-Aube et gagné Paris pour appeler à la paix et à l'arrêt de la Terreur. Populaire, appuyé par la Convention et des amis politiques qui ont de l'influence sur l'opinion (notamment le journaliste Camille Desmoulins), il défie Robespierre et le puissant Comité de salut public. Danton, présenté comme un bon vivant, est impliqué dans plusieurs affaires de corruption, dont celle de la Compagnie des Indes : mais Robespierre refuse d'abord de le mettre en accusation, craignant la colère des classes populaires qui ont porté la Révolution. C'est une entrevue avec son adversaire, véritable huis clos mettant à jour les divergences politiques et les caractères irréconciliables des deux leaders de la Révolution, qui consomme la rupture. Sur proposition de Robespierre, le Comité déclare l'arrestation de Danton et ses amis.
Durant la parodie de procès qui suit cette décision, Danton use de son éloquence pour défendre le groupe accusé et pousser le Tribunal révolutionnaire, incarné par l'Accusateur public Fouquier-Tinville, jusque dans ses derniers retranchements. Sans témoins, sans possibilité de se défendre ni temps de parole accordé, les dantonistes s'adressent à la foule qui assiste à l'audience (« Peuple français… ») et leur manifestent de la sympathie : le Tribunal utilise alors un décret pour les exclure un par un du débat. Le groupe est emprisonné, Desmoulins rejette la visite de Robespierre qui voudrait l'épargner, et tous sont guillotinés le 5 avril 1794.
Les scènes finales montrent un Robespierre inquiet et indécis, rappel de la prophétie de Danton lors de leur entrevue : le premier d'entre eux qui tombe entraîne l'autre, et la Révolution avec lui.

## Fiche technique
- Titre : Danton
- Réalisation : Andrzej Wajda
- Scénario : Jean-Claude Carrière, avec la collaboration de Andrzej Wajda, Agnieszka Holland, Bolesław Michałek et Jacek Gąsiorowski, d'après L'Affaire Danton de Stanisława Przybyszewska
- Production : Gaumont - TF1 Films Production - S.F.P.C. - T.M. - Les Films du losange
avec la participation du Ministère de la Culture, Paris et Film Polski
- Producteur : Emmanuel Schlumberger ; Margaret Menegoz pour les Films du Losange ; avec la collaboration du Group de Production X Varsovie (Barbara Pec-Šlesicka)
- Image : Igor Luther
- Décors : Allan Starski avec la collaboration de Gilles Vaster
- Costumes : Yvonne Sassinot de Nesle (réalisés par Tirelli-Rome)
- Musique : Jean Prodromidès avec l'Orchestre philharmonique de Varsovie, sous la direction de Jan Pruszak
- Son : Jean-Pierre Ruh, Dominique Hennequin, Piotr Zawadzki
- Montage : Halina Prugar-Ketling
- Directeur de production : Alain Depardieu
- Langue : français
- Format : Couleurs — 1,66:1 — son monophonique — 35 mm
- Genre : Biopic, historique et drame
- Durée : 136 minutes
- Tournage : 21 avril 1982 au 17 juillet 1982.
- Année du copyright : 1982
- Dates de sortie : 12 janvier 1983 (France), 31 janvier 1983 (Pologne)
- Tout public
- Affiche : Michel Landi (France)

## Distribution
- Gérard Depardieu : Danton
- Wojciech Pszoniak (doublé en français par Gérard Desarthe)[1],[2] : Robespierre
- Anne Alvaro : Éléonore Duplay
- Patrice Chéreau : Camille Desmoulins
- Lucien Melki : Fabre
- Angela Winkler : Lucile Desmoulins
- Serge Merlin : Philippeaux
- Roland Blanche : Jean-François Delacroix dit « Lacroix d'Eure-et-Loir »
- Alain Macé : Héron
- Bogusław Linda : Saint-Just
- Roger Planchon : Fouquier-Tinville
- Krzysztof Globisz : Amar
- Marian Kociniak : Lindet
- Stéphane Jobert : Panis
- Jacques Villeret : Westermann
- Wladimir Yordanoff : le chef des gardes
- Jean-Loup Wolff : Marie-Jean Hérault de Séchelles
- Emmanuelle Debever : Louison Danton
- Jerzy Trela : Billaud-Varenne
- Czesław Wołłejko : Vadier
- Franciszek Starowieyski : David
- Erwin Nowiaszek : Collot d'Herbois
- Ronald Guttman : Herman
- Gérard Hardy : Tallien, président de la Convention nationale
- Tadeusz Huk : Couthon
- Marek Kondrat : Barère de Vieuzac
- Bernard Maître : Legendre
- Leonard Pietraszak : Carnot
- Andrzej Seweryn : Bourdon
- Szymon Zaleski : Le Bas

## Production
Une pièce de théâtre a directement inspiré l'œuvre de Wajda : L'Affaire Danton de la dramaturge polonaise Stanisława Przybyszewska, rédigée entre 1925 et 1929.
Cette pièce, de l'aveu même du scénariste Jean-Claude Carrière, était une des principales sources d'inspiration. Stanisława Przybyszewska était très inspirée par la lecture des écrits de l'historien français Albert Mathiez. De ses nombreuses études sur Robespierre et Danton, elle a dressé, dans sa pièce, un tableau admiratif de l'Incorruptible tout en stigmatisant, à l'inverse, le corrompu Danton. La dramaturge a su avec aisance et sans anachronisme allier une documentation précise et soutenue à un langage qui appartient indéniablement au début du XXe siècle.
Comme l'indique Wajda, interviewé dans le documentaire La Voix du peuple, Wajda dans la fièvre révolutionnaire de Pierre-Henri Gibert, fourni en supplément de l'édition DVD du film, il aurait eu l'idée du film en assistant à Paris à une représentation de la pièce L'Affaire Danton dans laquelle Gérard Depardieu jouait le rôle-titre[réf. nécessaire]. Subjugué par la performance de l'acteur français, il lui a fait aussitôt la proposition de l'engager dans son projet. Wajda et Jean-Claude Carrière ont pris le parti d'adapter la pièce en défendant nettement plus la figure de Danton à l'image de la politique polonaise de l'époque comme il est dit plus haut.
En juin 2019 sur Facebook, après avoir appris le classement sans suite d’une enquête pour viol visant Gérard Depardieu, l'actrice Emmanuelle Debever met en cause l'acteur pour des comportements inappropriés à son encontre, qui se seraient déroulés en 1982, lors du tournage du film Danton,.

## Réception, fond et parallèles historiques
Le film est une œuvre doublement historique : à travers l'évocation du printemps 1794 de la Terreur, Wajda a surtout fait un film sur la Pologne communiste de 1982, alors sous loi martiale. Andrzej Wajda restitue avec une précision documentaire les décors, les costumes et accentue l'atmosphère oppressante de Paris en mars-avril 1794 sous la Terreur. Mais il détourne ce contexte historique — avec parfois des anachronismes et des modifications — pour dresser un portrait politique de la Pologne en 1982, au moment où le régime communiste vient d'interdire le jeune syndicat Solidarnosc et d'arrêter ses principaux dirigeants. Le cinéaste l'assume dans une interview : « Le choc entre ces deux hommes, c'est exactement le moment que nous vivons aujourd'hui. Le monde occidental, voilà Danton. Le monde de l'Est, c'est Robespierre ». En ce sens, il ne s'agit pas d'un film historique sur Danton. François Furet, dans Le Nouvel Observateur du 14 janvier 1983, écrit toutefois : « le miracle de ce film, c'est qu'il n'est jamais anachronique, bien qu'il ne cesse, à travers Danton et Robespierre, de nous parler d'aujourd'hui [de la Pologne en 1982] ». Furet émet néanmoins la réserve que le film est « sans société et sans peuple ».
Le film a été commandé à l'origine par la République française, lors de la présidence socialiste de François Mitterrand, soucieuse de célébrer la Révolution. Le gouvernement français finance 12 % du budget. Le Président et ses ministres ne s'attendaient pas à ce que Wajda considère cette phase de la Révolution française, la Terreur, d'un point de vue aussi critique. Aussi, la projection privée faite avant la sortie du film, le 6 janvier 1983, à la Cinémathèque en présence de François Mitterrand et Jack Lang, ministre de la Culture, et d'autres ministres fut accueillie par une assistance « hésitant entre perplexité et fureur », le Président s'éclipsant rapidement après la fin du film. Les politiciens de droite sont plus élogieux. Le gouvernement polonais est mal à l'aise avec le film, bien qu'il en finança 10 %.
En effet, la vision que Wajda a de la Révolution est, selon Laurent Dandrieu, assez « iconoclaste » : « une Révolution qui n'a que la Liberté et les Droits de l'homme à la bouche, mais dont le quotidien n'est que massacre et oppression ».

### L'homme de la rue contre l'homme du pouvoir
L'œuvre est construite sur l'opposition entre deux hommes, Danton et Robespierre, qui incarnent deux visions différentes de la Révolution : le premier veut arrêter la Terreur, le second souhaite la prolonger et conserver l'exécutif aux comités. Derrière ces personnages historiques se profile le duel de  deux autres hommes, le syndicaliste Wałęsa et le général et homme d'État Jaruzelski : Wałęsa, à la tête de son syndicat Solidarnosc, gagne en puissance à mesure que la population polonaise se détourne du régime communiste ; il devient donc menaçant pour le pouvoir en place incarné par Jaruzelski. On peut aussi y lire en filigrane les données du débat qui oppose dans l'historiographie française de ces années, deux interprétations opposées de la Révolution française (thèses de Mazauric-Soboul contre celles, ici défendues par François Furet).
Comme dans la scène du procès où accusateurs et accusés prennent peu à peu l'assistance pour seul juge, les deux camps se réclament du peuple : Robespierre-Jaruzelski est représenté comme l'homme de gouvernement qui a établi la dictature des comités au service du salut de la nation ; mais Danton-Walesa défie le Comité de salut public, conscient de détenir le pouvoir véritable : la popularité et l'adhésion de la rue lassée par un régime de transition qui prétend se succéder indéfiniment à lui-même.
Le film n'hésite pas à plier les identités historiques au service de cette comparaison : la scène de l'entrevue entre les deux hommes s'est en réalité faite à l'initiative de Danton.

### Libertés historiques
Certains passages ne sont pas totalement véridiques sur un plan historique :
- Le film nous montre Saint-Just signant en premier l'acte d'arrestation de Danton et Desmoulins, or il semblerait que le premier à l'avoir signé soit Billaud-Varenne.
- Le ruban rouge que se met Lucile autour du cou n'aurait été en usage que dans les bals des victimes, qui n'eurent lieu qu'après la mort de Robespierre. De plus, Lucile avait alors déjà été arrêtée, dans le cadre de la conspiration des prisons, prétexte utilisé par les comités pour exclure Danton et ses co-accusés des débats.

### Les«scènes doubles»
Au-delà du général Jaruzelski, Wajda vise le stalinisme à l'œuvre dans les démocraties populaires d'Europe de l'Est et dénonce l'encadrement de leurs sociétés. Certaines scènes appellent cette double lecture, avec quelquefois des anticipations et des entorses historiques : le message à caractère politique éclipse alors la reconstitution du cours de la Révolution. Par ordre d'apparition :
- Le rationnement et le pain manquant, scène d'attente devant la boulangerie : les files d'attentes interminables sont alors fréquentes dans la Pologne des années 1980.
- Les Parisiens qui cessent de parler politique quand un membre des sections apparaît : référence directe à une population étroitement surveillée par les membres du Parti. De même, Danton prononce à un moment l'expression anachronique de « police politique ».
- L'Express déclara que le Comité de salut public représenté dans le film est une caricature mélangeant la mafia et le politburo[6].
- L'imprimerie saccagée du Vieux Cordelier, journal de Camille Desmoulins : les militaires ont pris le contrôle de la télévision polonaise en 1981 ; plus largement, c'est l'absence des libertés (de presse, d'opinion) dans les démocraties populaires de l'Est qui est esquissée par cette scène.
- Le procès des dantonistes, arbitraire, expéditif et sans témoin : réplique des grands procès politiques et des purges staliniennes qui frappent les citoyens d'Europe de l'Est, y compris des membres en vue du Parti.
- La prison et les chiens, les visages derrière les grilles sur le chemin de l'échafaud : c'est la répression qui est représentée ici.
- Le tableau de Jacques-Louis David Le Serment du Jeu de paume modifié à la demande de Robespierre, qui en fait retirer Fabre d'Églantine, l'un des accusés du procès : référence à l'encadrement de l'art par le pouvoir en place pour qu'il applique le dogme du réalisme soviétique et aux photos truquées de l'Union soviétique stalinienne sur lesquelles les militants en disgrâce et purgés sont effacés. Cependant, dans les faits historiques, Fabre d'Églantine était comédien et non député lors de la conception de la toile de David.
- La scène finale, un enfant récitant d'une voix monocorde la Déclaration des droits de l'homme et du citoyen qu'on lui a fait apprendre par cœur au début du film : c'est sur cette vision pessimiste de création d'un nouvel homme révolutionnaire, ou d'embrigadement d'une jeunesse jusque dans sa mémoire, que se clôt le film de Wajda.

## Distinctions

### Récompenses
- Prix Louis-Delluc 1982 (Andrzej Wajda)
- César du meilleur réalisateur 1983
- BAFTA Awards (Best Foreign Language Film)
- London Critics Circle Film Awards 1984 (Director of the Year, Andrzej Wajda)
- Festival des Films du Monde de Montréal (FFM) 1983 : Meilleur acteur (Gérard Depardieu et Wojciech Pszoniak)
- National Society of Film Critics Awards, USA (Best Actor Gérard Depardieu)
- Polish Film Festival 1984 Andrzej Wajda

### Nominations
- César du cinéma 1983
  - Meilleur acteur - Gérard Depardieu
  - Meilleur film - Andrzej Wajda
  - Meilleur son - Jean-Pierre Ruh, Dominique Hennequin, Piotr Zawadzki
  - Meilleur adaptation et dialogue - Jean-Claude Carrière

## Discographie
- Parue initialement en album 33 tours chez Gaumont, la bande originale du film Danton composée par Jean Prodromidès a été rééditée sur CD chez Disques Cinémusique en 2010. Le programme de ce disque comprenait deux autres musiques de film du même compositeur initialement parues en super 45 tours (EP) : Les Amitiés particulières et Et Mourir de plaisir. Présentation en ligne. La bande originale de Danton, comme celle de Et Mourir de plaisir, est à présent offerte en téléchargement, notamment sur iTunes.